# Jejsk
Jejsk (Russisch: Ейск) is een Russische stad in kraj Krasnodar. Het is een havenstad gelegen aan de Taganrogbaai aan de Zee van Azov.
Jejsk werd in 1848 gesticht door Michail Vorontsov. Het eerste plan betrof 22 stadsstraten die recht op elkaar uitkomen, verschillende pleinen en een centrale laan. De stad fungeert als hoofdplaats van het gelijknamige district waar het echter geen deel van is. De omgeving is rijk aan mineralen en er zijn medicinale modderbaden met modder uit het nabijgelegen meer van Janskoje. In het nabijgelegen dorp Dolzanskaja is een bekend kuuroord. Bij de stad was een luchtmachtbasis, deze werd in 1931 opgericht als school voor piloten, deze school werd in 2011 gesloten. Sinds de jaren vijftig zijn ook niet militaire vluchten mogelijk vanaf het vliegveld.
Op 17 oktober 2022 stortte een jachtbommenwerper, een Soechoj Soe-34, neer tijdens een trainingsvlucht. Direct na de start vloog een motor in brand, de  piloten brachten zichzelf met schietstoelen in veiligheid, maar het toestel boorde zich in een negen verdiepingen tellende flat. In de flat woonden zo'n zeshonderd mensen waarvan er 13 zijn omgekomen. Zo'n 68 mensen zijn levend onder het puin vandaan gehaald, waarvan er 19 in ziekenhuizen zijn opgenomen.

## Galerij

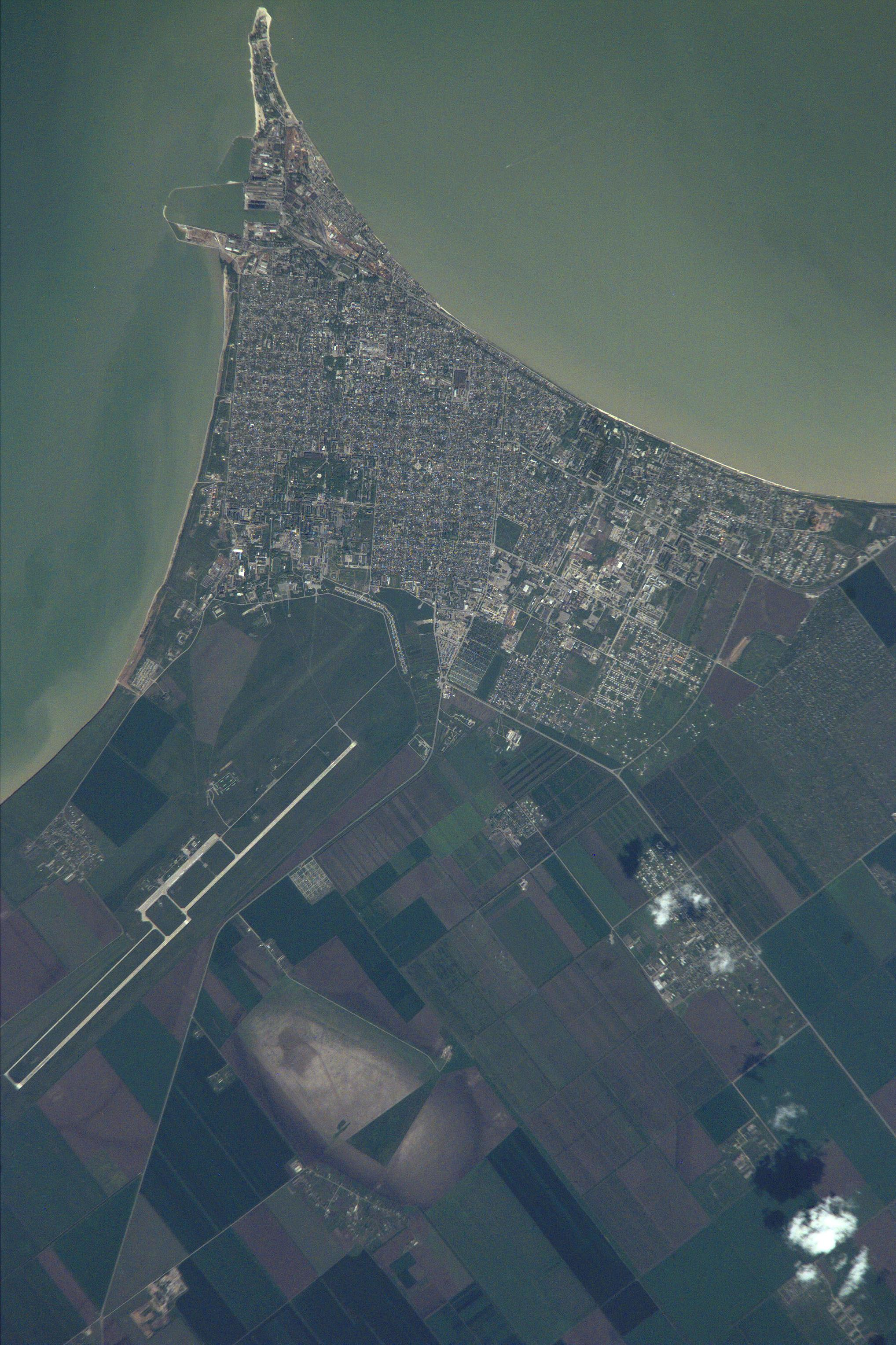
Satellietfoto stad met het vliegveld linksonder
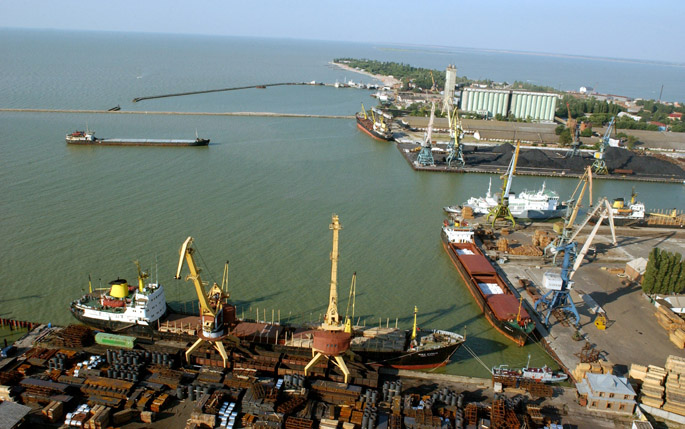
De haven van Jejsk
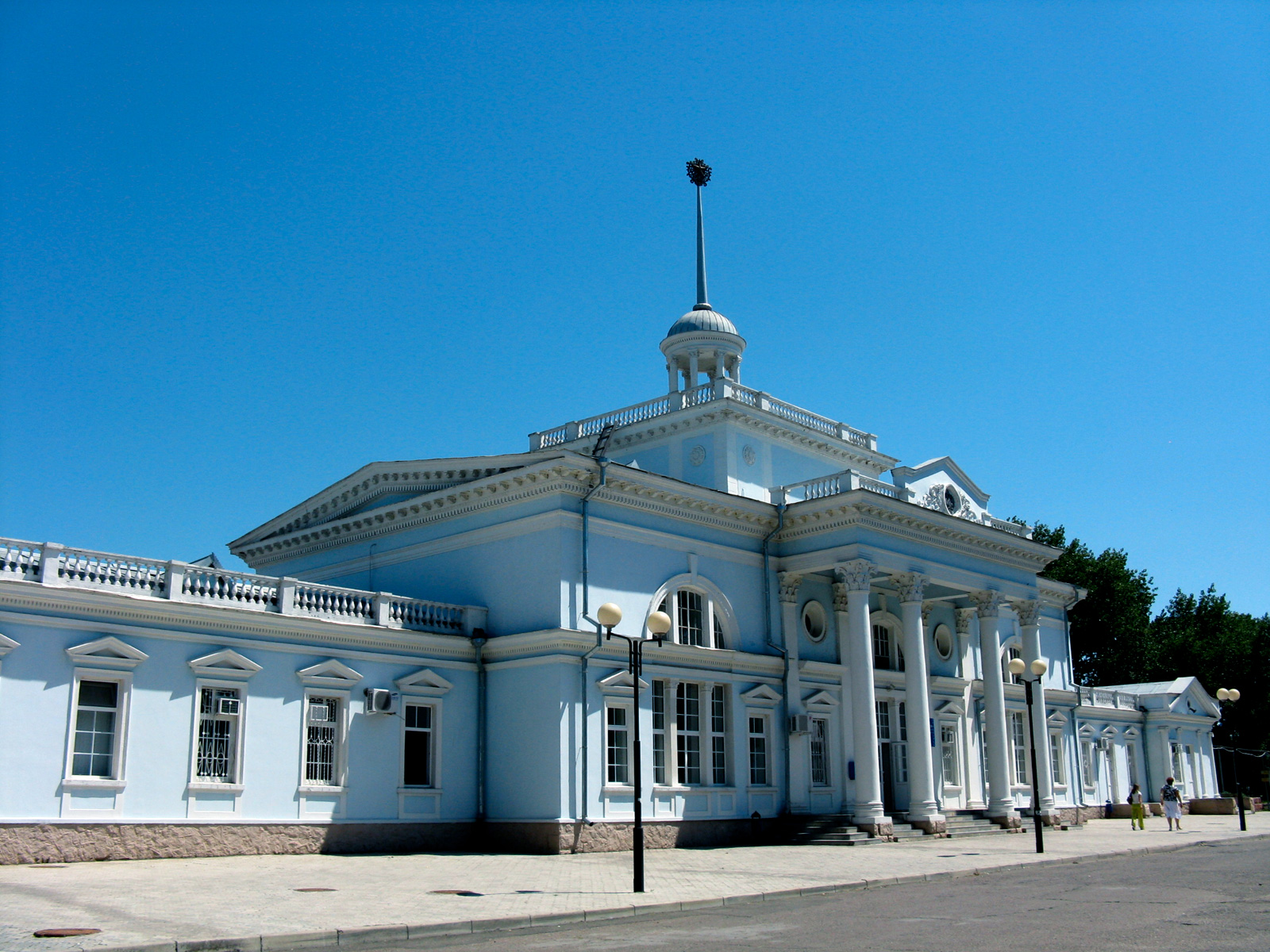
Het treinstation
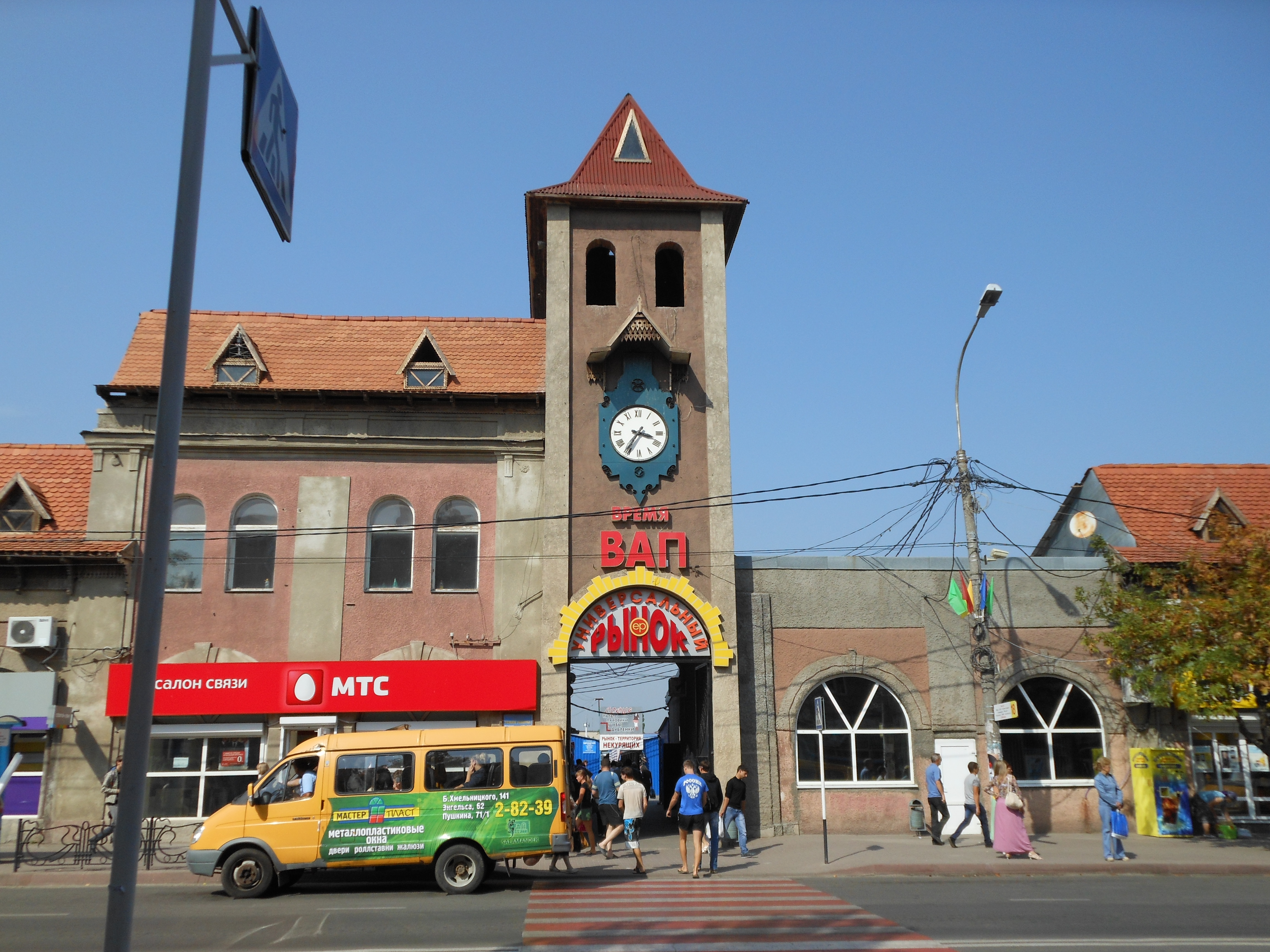
Staatbeeld
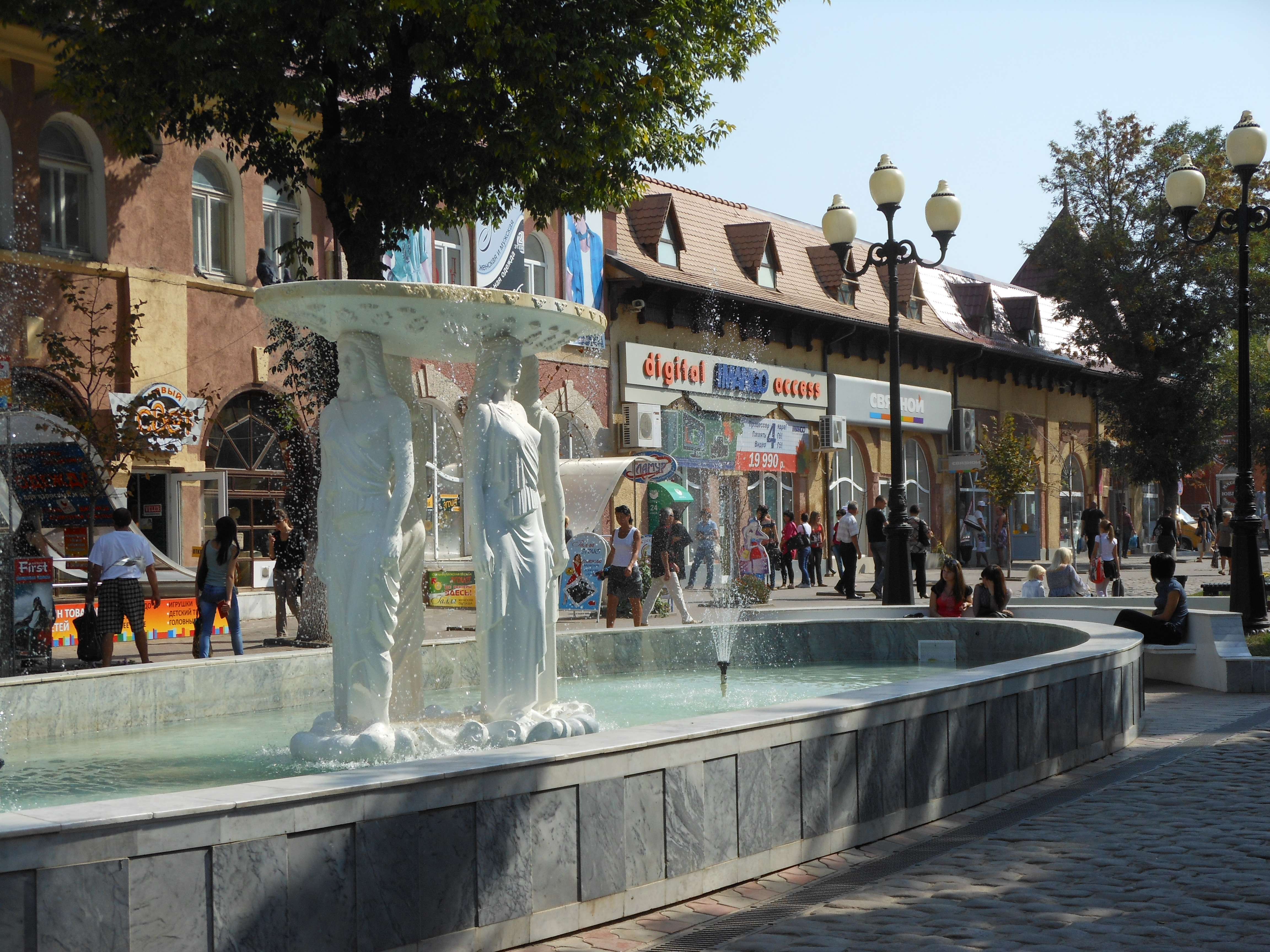
Winkelstraat in Jejsk

Bestuurlijk centrum: Krasnodar

Steden: Abinsk · Anapa · Apsjeronsk · Armavir · Beloretsjensk · Chadyzjensk · Gelendzjik · Goelkevitsji · Gorjatsji Kljoetsj · Jejsk · Koerganinsk · Korenovsk · Kropotkin · Krymsk · Labinsk · Novokoebansk · Novorossiejsk · Oest-Labinsk · Primorsko-Achtarsk · Slavjansk aan de Koeban · Sotsji · Temrjoek · Tichoretsk · Timasjovsk · Toeapse

Districten: Abinski · Anapski · Apsjeronski · Beloglinski · Beloretsjenski · Brjoekchovetski · Dinskoj · Goelkevitsjski · Jejski · Kalininski · Kanevskoj · Kavkazski · Koerganinski · Koesjtsjovski · Korenovski · Krasnoarmejski · Krylovski · Krymski · Labinski · Leningradski · Mostovski · Novokoebanski · Novopokrovski · Oespenski · Oest-Labinski · Otradnenski · Pavlovski · Primorsko-Achtarski · Severski · Sjtsjerbinovski · Slavjanski · Starominski · Tbilisski · Temrjoekski · Tichoretski · Timasjovski · Toeapsinski · Vyselkovski